# Lulu (énekesnő)
Lulu Kennedy-Cairns, BBÉ, (született: Marie McDonald McLaughlin Lawrie, Lennoxtown, East Dunbartonshire, Egyesült Királyság, 1948. november 3. –) skót énekesnő, dalszerző, színésznő.

## Pályafutása
Lulu Glasgowban nőtt fel. Már tizenöt évesen ismertté vált a Shout című dal feldolgozásával. 1966-ban Lengyelországban koncertezett, ezzel ő lett az első brit női előadóművész, aki élőben lépett fel a vasfüggöny mögött. 1967-ben debütált színésznőként a To Sir, With Love című filmben. Azonos címmel énekelte a film főcímdalát, amely öt héten át volt listavezető az amerikai Billboard Hot 100 hivatalos slágerlistán.
1969-ben ő képviselte az Egyesült Királyságot az Eurovíziós Dalfesztiválon. A nemzeti döntőben hat dalt énekelt, melyek közül közönségszavazással választották ki a győztest. Bet Ya, March, Are You Ready For Love?, Boom Bang-a-Bang, Come September és I Can't Go On Living Without You című dalok voltak a jelöltek. Utóbbit Elton John és Bernie Taupin írta számára, és Lulu saját bevallása szerint ez volt a kedvence a hat dal közül. Végül azonban a Boom Bang-a-Bang című szerzemény végzett az első helyen, mely később a madridi dalfesztiválon a négy győztes egyike volt. A verseny után német, francia, spanyol és olasz nyelvű változatban is kiadta a dalt.
Néhány héttel a verseny előtt feleségül ment Maurice Gibbhez, a Bee Gees énekeséhez, akitől 1973-ban vált el. 1977-ben összeházasodott fodrászával, John Friedával és még abban az évben született egy fiuk, Jordan. Friedától 1995-ben vált el.
1974-ben az Az aranypisztolyos férfi című James Bond-film azonos című főcímdalát énekelte.

## Diszkográfia

### Albumok
- 1965 Something to Shout About
- 1967 Love Loves to Love Lulu
- 1967 To Sir, with Love (filmzene) – #24 US
- 1969 The Most of Lulu
- 1969 Lulu's Album
- 1969 New Routes – #88 US
- 1970 Melody Fair
- 1970 It's Lulu
- 1971 The Most of Lulu – #15 UK
- 1973 Lulu (aka: The Man Who Sold The World)
- 1976 Heaven and Earth and the Stars
- 1978 Don't Take Love For Granted
- 1980 The Very Best of Lulu
- 1981 Lulu – #126 US
- 1981 Take Me to Your Heart Again
- 1984 Shape and Dance With Lulu
- 1993 Independence – #67 UK
- 1997 Absolutely Lulu
- 2002 Together – #4 UK
- 2003 The Greatest Hits – #35 UK
- 2004 Back on Track  – #68 UK
- 2005 A Little Soul in Your Heart – #28 UK
- 2007 The Atco Sessions 1969–1972

### Legsikeresebb kislemezei
- 1964 Shout – #7 UK / #94 USA
- 1965 Leave A Little Love – #8 UK
- 1967 The Boat That I Row – #6 UK / #15 IRL
- 1967 To Sir With Love – #1 USA (5 hét, aranylemez)
- 1968 Me, The Peaceful Heart – #9 UK / #11 IRL / #53 USA
- 1968 I'm A Tiger – #9 UK / #8 IRL / #11 AUT
- 1969 Boom Bang-a-Bang – #2 UK / #1 IRL / #1 NOR / #3 SUI / #10 AUT
- 1974 The Man Who Sold the World – #3 UK / #8 IRL
- 1986 Shout! (Jive) #8 UK / #5 IRL
- 1993 Relight My Fire (duett a Take Thattel) – #1 UK / #2 IRL / #10 NED / #18 SUI / #27 AUT / #33 AUS
- 2002 We've Got Tonight (duett Ronan Keatinggel) – #4 UK / #7 NED / #10 IRL / #12 AUS / #47 NZL

## Filmográfia
- 1965 Gonks Go Beat
- 1967 To Sir, with Love
- 1970 Cucumber Castle
- 1972 The Cherry Picker
- 1982 Alicja (szinkron)
- 1989 Men in Love
- 1992 Antonio's Girlfriend
- 1996 To Sir, with Love II
- 1999 Whatever Happened to Harold Smith?

## Külső hivatkozások
- Lulu az Internet Movie Database oldalain
- Hivatalos honlap (angol nyelven)

1. ↑  Német Nemzeti Könyvtár: Integrált katalógustár (Németország) (német nyelven). Integrált katalógustár (Németország) . (Hozzáférés: 2014. április 27.)
2. ↑  GeneaStar
3. ↑  Roglo